# Bibliothèque cantonale et universitaire de Fribourg
 (août 2016).
Si vous disposez d'ouvrages ou d'articles de référence ou si vous connaissez des sites web de qualité traitant du thème abordé ici, merci de compléter l'article en donnant les références utiles à sa vérifiabilité et en les liant à la section « Notes et références ».
Pour les articles homonymes, voir BCU.
La Bibliothèque cantonale et universitaire (BCU) de Fribourg, fondée en 1848, se compose d’une bibliothèque centrale et de bibliothèques décentralisées, sises notamment à l’Université de Fribourg.

## Organisation

### Statut
La Bibliothèque cantonale et universitaire de Fribourg est rattachée au Service de la culture de l'État de Fribourg, au sein de la Direction de la formation et des affaires culturelles.
Elle fait partie de Swiss Library Service Platform (SLSP).

### Missions
La Bibliothèque cantonale et universitaire de Fribourg est à la fois la bibliothèque centrale de l’Université de Fribourg, et la bibliothèque cantonale du canton de Fribourg, à vocation patrimoniale.
La BCU a, notamment, pour but d’acquérir, de conserver et de rendre accessibles :
- des livres, des périodiques et d’autres supports d’information nécessaires à la formation, à la culture, à l’enseignement universitaire et à la recherche scientifique ;
- des documents appartenant au patrimoine culturel fribourgeois tels que manuscrits, imprimés, documents audiovisuels et fonds privés.

De plus, la BCU assure l’application des règles sur le dépôt obligatoire des imprimés et des enregistrements destinés au public (dépôt légal) et tient à jour la bibliographie fribourgeoise. Elle a aussi pour mission de contribuer au développement de la lecture publique.

### Liste des directeurs
Les personnalités suivantes se sont succédé à la tête de l'institution :
- 1848-1870 : Meinrad Meyer
- 1870-1897 : Jean Gremaud
- 1897-1905 : Charles Holder
- 1905-1916 : Max de Diesbach
- 1916-1925 : François Ducrest
- 1925-1942 : Gaston Castella
- 1942-1958 : François Esseiva
- 1958-1973 : René de Wuilleret
- 1973-1984 : Georges Delabays
- 1984-2002 : Martin Nicoulin
- 2002-2020 : Martin Good
- 2020- : Angélique Boschung

## Historique
À la suite de la défaite du Sonderbund, le nouveau régime radical du canton de Fribourg promeut le 19 novembre 1847 un décret portant comme titre "Expulsion des jésuites et de leurs affiliés", en vertu duquel les jésuites, les liguoriens, les marianistes ainsi que d'autres ordres religieux sont expulsés du territoire. Leurs biens sont confisqués et confiés à l'Etat. La "Bibliothèque cantonale" de Fribourg est créée l'année suivante, à l'occasion de la promulgation de la Loi du 23 septembre 1848 sur l'instruction publique par le Grand Conseil fribourgeois, qui précise que la bibliothèque "est formée de la bibliothèque du collège St-Michel et des diverses bibliothèques des ordres et monastères supprimés". La bibliothèque prend place dans un local du Collège Saint-Michel, laïcisé et transformé en école cantonale. Les bibliothèques des couvents de Hauterive et de la Part-Dieu viennent enrichir les fonds en 1851. Entre 1852 et 1859, le premier directeur, l’abbé Meinrad Meyer publie les trois volumes du premier Catalogue de la Bibliothèque cantonale de Fribourg. Un volume 4 de "supplément" paraît en 1886.
Vingt ans après la fondation de l'Université de Fribourg en 1889, la "Bibliothèque cantonale" devient "Bibliothèque cantonale et universitaire" (BCU) en 1909. Quelques mois plus tard, le 11 juin 1910, le nouveau bâtiment de la bibliothèque est inauguré rue Joseph-Piller. Il sera doté d'une importante extension en 1976. Du côté de l'université, le site de Miséricorde est inauguré en 1941 et permet d'accueillir les bibliothèques de séminaires.
Lors de l'arrivée de Martin Nicoulin à la tête de l'institution en 1984, la BCU entame l’informatisation de son catalogue et adhère au Réseau des bibliothèques de Suisse occidentale (RERO).
- 1989 : Intégration du Médiacentre fribourgeois à la BCU. Le premier volume courant de la Bibliographie fribourgeoise est édité (1990).
- 1995 : Mise en place du premier site Internet de la BCU.
- 1999 : Plusieurs ressources électroniques sont accessibles en ligne : périodiques électroniques, fonds photographiques fribourgeois, bases de données, publications électroniques et autres, ainsi que la Bibliographie fribourgeoise (2001).
- 2000 : Inauguration de “DOKPE”, Bibliothèque de la Faculté des sciences.
- 2002 : Emménagement d’une partie des fonds de la BCU Centrale au quartier de Beauregard.
- 2004 : Le couvent des Capucins cède à la bibliothèque cantonale (qui les conservait depuis 1982) 73 ouvrages de la bibliothèque de Pierre Falck (1468-1519).
- 2005 : Inauguration de “BP2”, Bibliothèque en économie, société, informatique et sport.
- 2009 : Le Conseil d'État adopte le projet d'extension et autorise le lancement d'un concours d'architecture. Lancement d'un concours international d'architecture pour l'agrandissement et la restructuration de la centrale de la Bibliothèque cantonale et universitaire.
- 2014 : Lancement de FReBOOKS : l’offre numérique de la BCU destinée à la population du Canton de Fribourg comprend les e-books, les e-audios et la musique en streaming.
- 2017 : 15 institutions suisses, dont l’Université de Fribourg, fondent la « SLSP - Swiss Library Service Platform SA ». SLSP est une plate-forme nationale pour les bibliothèques scientifiques de toute la Suisse.
- 2018 : Le 10.06.2018, le feu vert pour la réalisation du projet d'agrandissement et de restructuration de la BCU est donné par 81.01% de votants avec une participation de 28.49%.
- 2020 : Déménagement de la BCU Centrale pour la durée des travaux d'extension et de restructuration du bâtiment. La BCU est répartie sur trois sites : les espaces publics et les services qui y sont liés sont dans le quartier de Beauregard, les bureaux des collaborateurs sont installés dans les locaux de l'entreprise Polytype, et le dépôt extérieur contenant la majorité des documents se trouve à Romont.

## Fonds
La BCU conserve et met à disposition environ 3,8 millions de documents physiques et 740 000 documents numériques, dont, :
- 663 027 ebooks (via plusieurs plateformes),
- 77 856 périodiques électroniques payants,
- 218 bases de données
- 2 300 manuscrits environ (dont 185 du Moyen Âge),
- 620 incunables,
- 138 fonds d'archives.

## Bibliothèques décentralisées
Bibliothèque centrale de l'Université de Fribourg, la BCU est également liées à d'autres bibliothèques décentralisées (facultaires, interfacultaires et d'instituts) réparties sur les différents sites de l'université.
- BHAP - Bibliothèque d'Histoire de l'art et Philosophie
- BHT - Bibliothèque interfacultaire d’histoire et de théologie
- EOC - Bibliothèque de l'Europe orientale et centrale
- IIEDH - Bibliothèque de l’Institut interfacultaire d’éthique et des droits de l’homme
- MUS - Bibliothèque de musicologie
- SDC - Bibliothèque de droit canon et de droit ecclésiastique
- BFD - Bibliothèque de la Faculté de droit
- IFF - Bibliothèque de l'Institut du Fédéralisme
- SDU - Bibliothèque de l'Institut de droit européen
- BLE - Bibliothèque des langues étrangères et du plurilinguisme
- BLL-BQC - Bibliothèque de langues et littératures [Beauregard]
- BLL-MIS - Bibliothèque de langues et littératures [Miséricorde]
- EOC - Bibliothèque de l'Europe orientale et centrale
- SCANT - Bibliothèque des Sciences de l'Antiquité
- IPC - Bibliothèque de pédagogie spécialisée
- PSPE - Bibliothèque de Psychologie et des Sciences de l'éducation
- BP2 - Bibliothèque de Pérolles 2 (Economie - Société - Informatique - Sport)
- STS - Bibliothèque de sociologie, politiques sociales et travail social
- DOKPE - Bibliothèque de la Faculté des sciences et de médecine
- MATH - Bibliothèque du Département de mathématiques